# 段猷顯
段猷顯（？—？），字徽之，號青園，河南汝寧府光州商城縣人，明朝政治人物。

## 生平
萬曆十九年（1591年）辛卯科河南鄉試舉人，二十年（1592年）壬辰科二甲第二十九名進士。都察院觀政，二十一年二月授廣德州知州，二十七年正月升户部员外郎，二十八年調禮部员外郎，二十九年（1601年）升禮部儀制司郎中，三十年丁憂，三十三年補原职，三十四年出為湖廣按察司副使，三十五年七月調陕西提学副使，三十八年三月升浙江右參政，三十九年养病。四十八年起陕西參政，天啓四年（1624年）升山東按察使，五年拾遺去職。

## 家族
曾祖段成；祖父段雲，乡饮宾；父段偉儒。